# أليكساندر بولكينغ
أليكساندر بولكينغ (مواليد 12 مارس 1976) يشتهر بأسم مانو هو مدرب كرة قدم برازيلي ألماني ولاعب كرة قدم سابق.حالياً يدرب منتخب تايلاند.